# Яніна Поражинська
Яніна Поражинська (пол. Janina Porazińska; 29 вересня 1888, Люблін — 2 листопада 1971, Варшава) — польська дитяча письменниця, перекладачка зі шведської мови. Працювала у довоєнних дитячих часописах «Друг дітей», «Промінь» і «Промінчик». До 1939 року була редакторкою журналів «Вогник», «Сонечко», «Ранок». У роки окупації у галузі освіти та культури працювала підпільно. Нагороджена орденом Усмішки.

## Біографія
Народилася 29 вересня 1888 року в Любліні, в Старому Місті в будинку з пекарнею на першому поверсі. У своїх книгах вона не раз поверталася до домівки, де провела своє дитинство. У жодних документах немає інформації про люблінський період письменниці. Але факти-спогади є в її творах. Навчалася на природничому відділі Ягеллонського університету в Кракові.
Дебютувала 1903 року на сторінках «Мандрівника» як поетка. Співпрацювала з дитячим журналом «Друг дітей». У 1917 році стала одною з ініціаторок створення журналу «Вогник». У 1927—1939 роках була редакторкою журналів «Вогник», «Сонечко», «Ранок». Протягом 1922—1925 років працювала у Міністерстві з питань релігії та освіти. Була палкою прихильницею збереження польського фольклору, саме тому в її віршах та казках наявні фольклорні мотиви. У 1958 році переклала та адаптувала для дитячого читання «Калевалу» — карело-фінський поетичний епос про подвиги та пригоди героїв казкової країни Калева.
Похована на Повонзківському цвинтарі.
У Варшаві є парк ім. Яніни Поражинської. Там відбуваються читання дітям. Мета створення парку — вшанування пам'яті письменниці, а також створення простору, де можна було б читати дітям казки.

## Нагороди та відзнаки
- 1950 — нагорода Союзу польських літераторів
- 1953 — нагорода Президента Ради Міністрів
- 1955 — Медаль 10-річчя Народної Польщі
- 1955 — Офіцерський Хрест Ордену Відродження Польщі
- 1957 — нагорода міста Варшава
- 1966 — Хрест Командорський Ордену Відродження Польщі
- 1969 — Кавалер Ордену Усмішки

## Твори
- 1923 — «У спаленому маєтку»
- 1924 — «Майстер Ліпиглина»
- 1925 — «У хатині Войтуся»
- 1929 — «Попелюшка»
- 1933 — «Ясь і Кася»
- 1933 — «Веселий гурт»
- 1937 — «Легенди»
- 1937 — «Матіуш Жайворон»
- 1938 — «Казка про сімох круків»
- 1947 — «Журавлина»
- 1947 — «Новинки балабола»
- 1947 — «Божа стежка королеви Кінги»
- 1950 — «Про бабусю»
- 1952 — «Смики, смики на патики»
- 1952 — «За горами… за лісами…»
- 1955 — «За тридев'ятою рікою»
- 1955 — «Зухвала пташка»
- 1957 — «Хто мені дав крила» (про Яна Кохановського)
- 1958 — «Таємничі черевички»
- 1961 — «Чарівна книга»
- 1964 — «Щоденник Чорного Носика»
- 1967 — «Моя книжечка»
- 1973 — «Шевчик Ниточка»